# Marginalprincip
Marginalprincip är ett uttryck som används inom den samhällsvetenskapliga ekonomin. Med "marginal" menas i detta fall de effekter som en viss ändring kommer att ha.

## Exempel
Ett företag vill utöka sin personal. Innan företaget gör detta, kommer det med säkerhet att räkna på vilka marginaler detta kommer att ha. De använder sig då av marginalprincipen.
De kommer att räkna på:

– Vad kommer utökningen att ha för marginalkostnad? Alltså, enkelt uttryckt, vad kommer det att kosta för oss att utöka vår personal?

– Vad kommer utökningen att ha för marginalintäkt?

Alltså, hur mycket, kommer företaget att tjäna på att utöka personalen?

– Vad kommer utökningen att ha för marginalnytta?

Alltså, vad kommer utökningen att ha för nytta?

Marginalprincipen innebär alltså att man räknar framåt och försöker förutse vad för positiva respektive negativa effekter en ändring kommer att ha, innan man beslutar om man ska genomföra ändringen eller ej.